# Robert de Vere (6e comte d'Oxford)
Pour les articles homonymes, voir Robert de Vere.
Titre
Comte d'Oxford
7 septembre 1296 – 17 avril 1331
(34 ans, 7 mois et 10 jours)
Robert de Vere (c. 24 juin 1257 - 17 avril 1331) 6e comte d'Oxford est le fils de Robert de Vere, 5e comte d'Oxford est d'Alice de Sanford.
Robert de Vere a participé à plusieurs des campagnes militaires d'Edward Ier, d'Edward II et d' Edward III au Pays de Galles, en Écosse et en France. Ses armoiries figurent dans le rouleau de 1298 Falkirk à la bataille de Falkirk. Il était marié à Margaret Mortimer, fille de Roger Mortimer, 1er baron Wigmore. Il officia également au couronnement de la reine Isabelle, épouse d'Edward II, en 1308. Son fils unique Thomas mourut avant lui, et lorsque Robert mourut en 1331, il fut remplacé par son neveu John de Vere, 7e comte d'Oxford.

### Sources
- Douglas Richardson, Magna Carta Ancestry: A Study in Colonial and Medieval Families, ed. Kimball G. Everingham, vol. IV, Salt Lake City, 2011, 2nd éd.  (ISBN 1460992709)